# Philippe Coussy
Philippe Coussy, né le 1er octobre 1958 à Périgueux, est un patineur de roller de vitesse français spécialisé dans les courses de longue et très longue distance. Il a régné sans partage pendant plusieurs années sur les compétitions d'endurance de 24 heures dont les plus connues sont les 24 Heures Rollers du Mans et les 24h Roller Montréal. Il a battu de nombreux records du monde sur ces circuits et détient toujours le record de la plus grande distance parcourue en roller en 24 heures sans aspiration (qui est par ailleurs le seul record homologué par la Fédération internationale de roller skating).

## Biographie
Philippe Coussy a commencé sa carrière de patineur de vitesse sur le tard. Il a en effet 44 ans, lorsqu'il commence à pratiquer cette discipline en 2002.
Après quelques années de compétitions classiques, il décide de se spécialiser sur les longues et très longues distances (6 h, 12 h et 24 heures). Le 29 juin 2008, à l'occasion des 24 Heures Rollers, organisées sur le célèbre circuit Bugatti du Mans, il devient une première fois auteur de la meilleure performance mondiale des 24 Heures Rollers, en couvrant en solitaire, 136 tours en 23 h 58 min 26 s (soit 568,48 km, le circuit mesurant 4 185 mètres) soit une moyenne de 23,69 km/h. Il établit ainsi le record de la course, mais aussi la meilleure performance mondiale jamais réalisée sur une épreuve de ce type. Il lui faudra néanmoins attendre encore pour devenir officiellement recordman du monde de 24 heures en roller.
Dix semaines plus tard, les 6 et 7 septembre 2008, il s'aligne au départ des 24h Roller Montréal QC, et boucle 132 tours de 4 320 mètres du mythique circuit Gilles-Villeneuve en 23 h 58, soit 570,24 km à la moyenne de 23,8 km/h, réalisant un nouveau record mondial « drafté ».
Les 6 et 7 juin 2009, il bat son propre record pour la troisième fois consécutive lors de l'édition 2009 des 24h Roller Montréal QC, en parcourant 574,56 km (133 tours) en 23 h 53.
Cependant, ces distances n'ayant pas été réalisées seul sur piste, elles ne peuvent être homologuées, ni par la Fédération française de roller et skateboard (FFRS), ni par la FIRS (Fédération internationale de roller-skating) et donc, être considérées comme des records mondiaux officiels.

### Record du monde non-assisté
Le record du monde de 24 heures roller non-assisté a été établi en 2000 par Anthony Rondel avec 525 km. Il fut ensuite la propriété de l'Américain Kent Baake en 2001 avec 533 km, battu en 2004 par l'Italien Mauro Guenci avec 543,5 km (qui fut pour l’occasion homologué par le Guiness Book) lui-même battu le 31 août 2008 par le Néerlandais Henry Visscher avec 541 km (d'après règlements FIRS et avec contrôle antidopage).
Les 25 et 26 septembre 2009, Philippe Coussy, entouré de toute une équipe de bénévoles s'attaque au record mondial des 24 heures solo homologué, en respectant le cahier des charges de la FFRS et de la FIRS. La tentative de record a lieu sur un circuit de 2 222,69 mètres tracé dans le parc technologique de Lyon Saint-Priest (Rhône). Il devint à cette occasion le nouveau recordman du monde des 24 heures roller, en couvrant la distance de 544,641 km, améliorant à la fois le record hollandais et le record italien. Afin de s'assurer que cette fois le record serait homologué, tous les critères d'homologation furent respectés (circuit mesuré et vérifié/étalonné au compteur Jones par un organisme agréé, contrôle antidopage, présence de juges européens et internationaux, ravitaillements à l'arrêt, informatique de chronométrage agrémentés).

### La barre «mythique» des600kmen 24 heures
Les 2 et 3 septembre 2012, Philippe Coussy signe une nouvelle meilleure performance mondiale lors des 24 Heures de Montréal, profitant notamment de conditions météorologiques parfaites et parcourant 140 tours du circuit Gilles Villeneuve étalonné à 4 340 mètres pour l'occasion, soit 607,6 km en 24 h 3 min 20 s à la vitesse moyenne de 25,3 km/h, il devient le premier homme au monde au-delà des 600 km en 24 heures.
Le record ne tiendra cependant qu'un an. Dès 2013, le Canadien Christian Beausoleil fait 6 tours de mieux sur ce même circuit et remporte la course solo en se plaçant 18e au scratch après avoir parcouru 146 tours soit pas moins de 633,64 kilomètres. Ce même record ne tiendra lui aussi qu'un an ; en 2014, un autre Canadien, Bruno Pettersen Coulombe, porte la marque à 151 tours, soit 652,32 kilomètres (étalonné à 4320 mètres). Cependant, Philippe Coussy détient toujours le record mondial non-assisté du nombre de kilomètres parcourus à roller sur 24 heures.

### L'après 2012
En 2013, Philippe Coussy remporte une nouvelle fois les 24 heures du Mans roller dans des conditions difficiles (températures nocturnes 1 à 2 °C) à seulement 2 tours de son record.
En 2014 est une année sabbatique (ré-orientation professionnelle), sur cette même course, après un départ sous une pluie battante, blessé au genou, il abandonne après 4 tours, laissant ainsi tout le champ libre au patineur parisien, Thibaut Dejean de la Batie, habitué des courses solo et des grandes expéditions en roller et qui avait d'ailleurs fini second derrière lui en 2008.
En 2021, il participe à une manche du championnat d'ultra cyclisme Bikingman Portugal 2021 (solo sur route, sans assistance), sans finir l'épreuve.
En 2022 il participe à nouveau à la manche du championnat d'ultra cyclisme Bikingman Portugal 2022 (1000 km, D+ 12000m) et termine 9ème en 55h03 catégorie solo. Il ne termine pas la manche Euskadi 2022.
En 2023 il participe à 4 manches du Bikingman dont Portugal 2023 (1000 km, D+ 12000m) où il termine 22ème solo en 70h10, Bikingman France 2023 (1000 km, D+ 20000m) où il se classe 6ème solo en 60h59, Bikingman Aura 2023 (1000km, D+ 19000m) où il termine 18ème solo en 63h51. Il ne termine pas la manche Euskadi 2023. Avec 452 points, à 64 ans il termine 10ème du championnat Bikingman 2023.
En 2025, il termine 14ème solo de la manche Bikingman Aura (930 km, D+ 17400m) en 51h13.

## Palmarès

### 2013
- 1er solo (sur 80) aux 24 Heures Rollers au Mans les 25 et 26 mai, avec 565 km.

### 2012
- 1er solo (sur 20) aux 24h Roller Montréal les 2 et 3 septembre, avec 607,6 km en 24 h 3 min 20 s (nouvelle meilleure perf mondiale)

### 2011
- 1er solo (sur 20) aux 24 h Roller Montréal les 4 et 5 septembre, avec 507,8 km en 21 heures (course neutralisée au bout de 21 heures à cause des conditions météo)
- 1er solo (sur 80) aux 24 Heures Rollers au Mans les 25 et 26 juin, avec 573,3 km (nouveau record de l'épreuve)
- 1er solo (sur 20) aux 6 heures de Lyon Parilly (69) le 16 avril avec 158 km en 6 h 9

### 2009
- 1er solo (sur 14) aux 24 h Roller Montréal les 6 et 7 juin avec 574,56 km (nouveau record)
- Recordman du Monde des 24 heures Roller avec 544,641 km les 25 et 26 septembre à St Priest

### 2008

#### Courses en solitaire (solo)
- 1er des 6 heures du circuit Carole le 13 avril avec 160,1 km
- 1er des 6 heures de Tours, le 27 avril, avec 157 km
- 1er des 6 heures de Troyes le 25 mai avec 165,6 km en 6 h 2
- 1er solo (sur 82) aux 24 Heures Rollers au Mans les 28 et 29 juin, avec 568 km (record)
- 1er solo (sur 30) aux 24h Roller Montréal les 6 et 7 septembre avec 570 km (nouveau record)

### 2007 (extrait)
- 5e par équipes aux 24 Heures Rollers au Mans (avec le CDRS37)
- 2e par équipes aux 24h Roller Montréal (avec le CDRS37)

### 2006 (extrait)
- 4e par équipes aux  24 Heures Rollers au Mans (avec le CDRS37)

### 2005 (extrait)
- 6e par équipes aux 24 Heures Rollers au Mans (avec le Lourdes Roller Vitesse)
- 3e au classement final vétéran 1 en FIC (French In Line Cup) avec plusieurs podiums.

### 2004 (extrait)
- 3e au classement final vétéran 1 en FIC (French In Line Cup) et plusieurs podiums
- vainqueur catégorie vétéran du classement final du Grand Prix de Bourgogne.